# Alenă

Structura propadienei, cea mai simplă alenă

O alenă este o hidrocarbură dienică cumulată, în care un atom de carbon este implicat în două legături duble (de tipul -C=C=C-), pe care le realizează cu cei doi atomi de carbon adiacenți. Cea mai simplă alenă și primul reprezentant al acestei clase este propadiena. Un alt exemplu este 1,2-butadiena.
În mod similar, cumulenele sunt compușii cu o structură de alenă, dar în care avem mai multe legături duble la atomii de carbon adiacenți (...=C=C=C=C=...).